# Kateřina Nash
Kateřina Nash z d. Hanušová (ur. 9 grudnia 1977 w Prachaticach) – czeska biegaczka narciarska, kolarka górska i przełajowa, brązowa medalistka mistrzostw świata i Europy w kolarstwie górskim i przełajowym.

## Kariera
Pierwszy raz na arenie międzynarodowej pojawiła się w 1994 roku, kiedy na mistrzostwach świata juniorów w narciarstwie klasycznym w Breitenwang zajęła czwarte miejsce w biegu na 15 km techniką dowolną. Rok później na tym samym dystansie była szesnasta, a podczas mistrzostw świata juniorów w Asiago była piąta. W latach 1994–1995 zdobywała medale sztafetach, kolejno złoty i srebrny. W 1996 roku brała także udział w igrzyskach olimpijskich w Atlancie, gdzie w kolarstwie górskim zajęła szesnastą pozycję. W styczniu tego roku zadebiutowała także w zawodach Pucharu Świata w biegach narciarskich, zajmując 57. miejsce w biegu na 10 km klasykiem. W PŚ w biegach najlepsze wyniki osiągnęła w sezonie 1998/1999, który ukończyła na 48. miejscu. W 1998 roku brała udział w igrzyskach w Nagano, gdzie była między innymi szósta w sztafecie 4 × 5 km oraz dwudziesta druga w biegu na 5 km stylem klasycznym. W biegach startowała także na mistrzostwach świata w Trondheim w 1997 roku (36. miejsce w biegu na 15 km stylem dowolnym) i mistrzostwach w Ramsau w 1999 roku (siódme miejsce w sztafecie i 19. miejsce w biegu łączonym). Ostatnią duża imprezą w tej dyscyplinie były dla niej igrzyska olimpijskie w Salt Lake City w 2002 roku, gdzie wraz z koleżankami była czwarta w sztafecie, a indywidualnie zajęła 20. miejsce w biegu na 15 km techniką dowolną.
Od 2006 roku skupiła się na kolarstwie górskim i przełajowym. Już w 2007 roku zdobyła brązowy medal mistrzostw Europy w kolarstwie górskim i złoty medal mistrzostw kraju. W 2008 roku po raz pierwszy stanęła na podium zawodów Pucharu Świata w kolarstwie górskim, zajmując trzecie miejsce w kanadyjskim Bromont, w klasyfikacji generalnej była siódma. Ponadto na mistrzostwach Europy w kolarstwie przełajowym była trzecia w wyścigu kobiet. W 2009 roku wywalczyła kolejne podium zawodów PŚ - 26 lipca ponownie była trzecia, tym razem w innej kanadyjskiej miejscowości - Mont-Sainte-Anne. W 2010 roku została mistrzynią Czech zarówno w kolarstwie górskim jak i przełajowym, a na przełajowych mistrzostwach świata w Taborze była czwarta, przegrywając walkę o brąz o 18 sekund z Holenderką Daphny van den Brand. Swój największy kolarski sukces osiągnęła podczas przełajowych mistrzostw świata w St. Wendel w 2011 roku, gdzie wywalczyła brąz, ulegając jedynie Marianne Vos z Holandii oraz Amerykance Katherine Compton. Była także ósma na przełajowych mistrzostwach świata w Koksijde w 2012 roku i czwarta na rozgrywanych rok później mistrzostwach w Louisville. Kolejny medal zdobyła w 2013 roku, kiedy reprezentacja Czech z Nash w składzie zajęła trzecie miejsce w sztafecie podczas mistrzostw Europy MTB w Bernie. W międzyczasie dwukrotnie zajęła trzecie miejsce w klasyfikacji końcowej Pucharu Świata MTB: W sezonie 2012 wyprzedziły ją tylko Kanadyjka Catharine Pendrel i Norweżka Gunn-Rita Dahle Flesjå, a w sezonie 2013 lepsze okazały się Tanja Žakelj ze Słowenii i Włoszka Eva Lechner.
Jej mężem od 2005 roku jest były amerykański biegacz narciarski Marcus Nash. Mieszka w Truckee, w stanie Kalifornia. Jej siostra Lucie Hanušová również uprawiała biegi narciarskie.

## Osiągnięcia w biegach

### Zimowe igrzyska olimpijskie
| Miejsce | Dzień     | Rok  | Miejscowość    | Konkurencja             | Czas biegu | Strata   | Zwyciężczyni      |
| ------- | --------- | ---- | -------------- | ----------------------- | ---------- | -------- | ----------------- |
| 22.     | 10 lutego | 1998 | Nagano         | 5 km stylem klasycznym  | 17:37,9    | +1:11,2  | Łarisa Łazutina   |
| 24.     | 12 lutego | 1998 | Nagano         | 15 km łączony           | 46:06,9    | +2:28,9  | Łarisa Łazutina   |
| 6.      | 15 lutego | 1998 | Nagano         | Sztafeta 4 × 5 km       | 55:13,5    | +1:45,2  | Rosja             |
| 23.     | 20 lutego | 1998 | Nagano         | 30 km stylem dowolnym   | 1:22:01,5  | +7:58,4  | Julia Czepałowa   |
| 20.     | 9 lutego  | 2002 | Salt Lake City | 15 km stylem dowolnym   | 39:54,4    | +2:21,3  | Stefania Belmondo |
| 4.      | 21 lutego | 2002 | Salt Lake City | Sztafeta 4 × 5 km       | 49:30,6    | +1:04,6  | Niemcy            |
| 40.     | 24 lutego | 2002 | Salt Lake City | 30 km stylem klasycznym | 1:30:57,1  | +17:55,5 | Gabriella Paruzzi |

### Mistrzostwa świata
| Miejsce | Dzień     | Rok  | Miejscowość | Konkurencja            | Czas biegu | Strata  | Zwyciężczyni      |
| ------- | --------- | ---- | ----------- | ---------------------- | ---------- | ------- | ----------------- |
| 36.     | 21 lutego | 1997 | Trondheim   | 15 km stylem dowolnym  | 36:28,2    | +3:47,2 | Jelena Välbe      |
| 33.     | 19 lutego | 1999 | Ramsau      | 15 km stylem dowolnym  | 38:49,0    | +4:49,1 | Stefania Belmondo |
| 33.     | 22 lutego | 1999 | Ramsau      | 5 km stylem klasycznym | 12:49,8    | +1:30,4 | Bente Skari       |
| 19.     | 23 lutego | 1999 | Ramsau      | 5+10 km pościgowy      | 42:27,9    | +3:10,3 | Stefania Belmondo |
| 7.      | 25 lutego | 1999 | Ramsau      | Sztafeta 4 × 5 km      | 53:05,9    | +2:38,5 | Rosja             |

### Mistrzostwa świata juniorów
| Miejsce | Dzień       | Rok  | Miejscowość | Konkurencja            | Wynik     | Strata  | Zwyciężczyni      |
| ------- | ----------- | ---- | ----------- | ---------------------- | --------- | ------- | ----------------- |
| 1.      | 28 stycznia | 1994 | Breitenwang | Sztafeta 4 × 5 km      | 1:06:19,6 | -       | -                 |
| 4.      | 30 stycznia | 1994 | Breitenwang | 15 km stylem dowolnym  | 41:53,5   | +1:48,5 | Julija Czepałowa  |
| 16.     | 5 marca     | 1995 | Gällivare   | 15 km stylem dowolnym  | 43:16,9   | +3:20,4 | Julija Czepałowa  |
| 2.      | 3 marca     | 1995 | Gällivare   | Sztafeta 4 × 5 km      | 1:01:31   | 1:43    | Rosja             |
| 24.     | 31 stycznia | 1996 | Asiago      | 5 km stylem klasycznym | 15:01,8   | +1:21,8 | Maija Puukilainen |
| 4.      | 2 lutego    | 1996 | Asiago      | Sztafeta 4 × 5 km      | 1:01:49,8 | +1:13,1 | Rosja             |
| 5.      | 4 lutego    | 1996 | Asiago      | 15 km stylem dowolnym  | 43:52,9   | +2:23,5 | Julija Czepałowa  |
| 7.      | 12 lutego   | 1997 | Canmore     | 5 km stylem klasycznym | 14:28,7   | +36,0   | Kristina Šmigun   |
| 4.      | 14 lutego   | 1997 | Canmore     | Sztafeta 4 × 5 km      | 57:18,7   | +29,7   | Włochy            |
| 16.     | 16 lutego   | 1997 | Canmore     | 15 km stylem dowolnym  | 43:45,7   | +2:14,1 | Kristina Šmigun   |

### Puchar Świata

#### Miejsca w klasyfikacji generalnej
- sezon 1996/1997: 76.
- sezon 1997/1998: 75.
- sezon 1998/1999: 48.
- sezon 2000/2001: 81.

#### Miejsca na podium
Hanusová-Nash nie stała na podium indywidualnych zawodów Pucharu Świata.

### FIS Marathon Cup

#### Miejsca w klasyfikacji generalnej
- sezon 2002/2003: 9.

#### Miejsca na podium
| Nr | Dzień     | Rok  | Zawody               | Dystans               | Czas biegu  | Strata  | Pozycja | Zwyciężczyni |
| -- | --------- | ---- | -------------------- | --------------------- | ----------- | ------- | ------- | ------------ |
| 1. | 22 lutego | 2003 | American Birkebeiner | 52 km stylem dowolnym | 2:24:21,8 h | +50,6 s | 2.      | Lara Peyrot  |

## Osiągnięcia w kolarstwie

### Letnie igrzyska olimpijskie
| Miejsce | Dzień    | Rok  | Miejscowość | Konkurencja   | Czas zwyciężczyni | Strata     | Zwyciężczyni |
| ------- | -------- | ---- | ----------- | ------------- | ----------------- | ---------- | ------------ |
| 19.     | 30 lipca | 1996 | Atlanta     | Cross-country | 1:50:51 h         | +13:14 min | Paola Pezzo  |

### Mistrzostwa świata w kolarstwie przełajowym
| Miejsce | Dzień       | Rok  | Miejscowość | Konkurencja | Czas zwyciężczyni | Strata    | Zwyciężczyni |
| ------- | ----------- | ---- | ----------- | ----------- | ----------------- | --------- | ------------ |
| 4.      | 31 stycznia | 2010 | Tabor       | Elite       | 42:59 min         | +1:20 min | Marianne Vos |
| 3.      | 30 stycznia | 2011 | St. Wendel  | Elite       | 40:31 min         | +20 s     | Marianne Vos |
| 8.      | 29 stycznia | 2012 | Koksijde    | Elite       | 41:04 min         | +1:11 min | Marianne Vos |
| 4.      | 2 lutego    | 2013 | Louisville  | Elite       | 43:00 min         | +2:12 min | Marianne Vos |